# تشارلز باول الكسندر
تشارلز باول الكسندر (بالإنجليزية: Charles Paul Alexander)‏ هو عالم حيوانات وعالم حشرات أمريكي، ولد في 25 سبتمبر 1889 في غلوفرسفيل في الولايات المتحدة، وتوفي في 3 ديسمبر 1981 في ماساتشوستس في الولايات المتحدة.